# Carlos Arroyo Ayala
Carlos Arroyo Ayala (Alcorcón, 16 febbraio 1966) è un ex calciatore spagnolo di ruolo centrocampista.

## Palmarès

### Club

#### Competizioni nazionali
- Segunda División spagnola: 1

Valencia: 1986-1987